# 今川 (杉並区)
今川（いまがわ）は、東京都杉並区の地名。現行行政地名は今川一丁目から今川四丁目。住居表示実施済み区域である。

## 地理
杉並区北部に位置する。北辺は早稲田通りを境に上井草に、西辺は青梅街道を境に善福寺に、南部は桃井に、東辺は環八通りを境に清水に、それぞれ接している（地名はいずれも杉並区）。東西に長い長方形状の区域で、東から順に一丁目から四丁目までが並んでいる。
町域内は主に住宅地として利用されている。また、今川には中央大学杉並高等学校と都立農芸高等学校が置かれている。

### 地価
住宅地の地価は、2025年（令和7年）1月1日の公示地価によれば、今川2-3-6の地点で48万2000円/m2となっている。

## 歴史

### 江戸時代
江戸時代の武蔵国多摩郡上井草村の一部に当たる。
1645年（正保2年）、今川直房（今川義元の曾孫）に対し、多摩郡井草村（江戸時代初期、上井草村・下井草村に分割）・上鷺宮村（現：中野区上鷺宮一帯）および豊島郡中村（現：練馬区中村一帯）が知行地として与えられた。以後、この地域は幕末まで今川氏の所領であった。今川氏の菩提寺として庇護を受けた観泉寺は、その知行地支配の拠点でもあった。観泉寺境内には今川氏歴代当主の墓所（都旧跡）がある。

### 近代
1889年（明治22年）の町村制施行により、東多摩郡井荻村の一部となった。1896年（明治29年）に東多摩郡は豊多摩郡、1926年（大正15年）7月1日に井荻村は町制施行して井荻町となる。1932年（昭和7年）、豊多摩郡井荻町は東京市に編入され、杉並区の一部となったが、この際、観泉寺周辺に今川町という町名が生まれている。この「今川町」の一部は現在上井草に編入されている。

### 現代

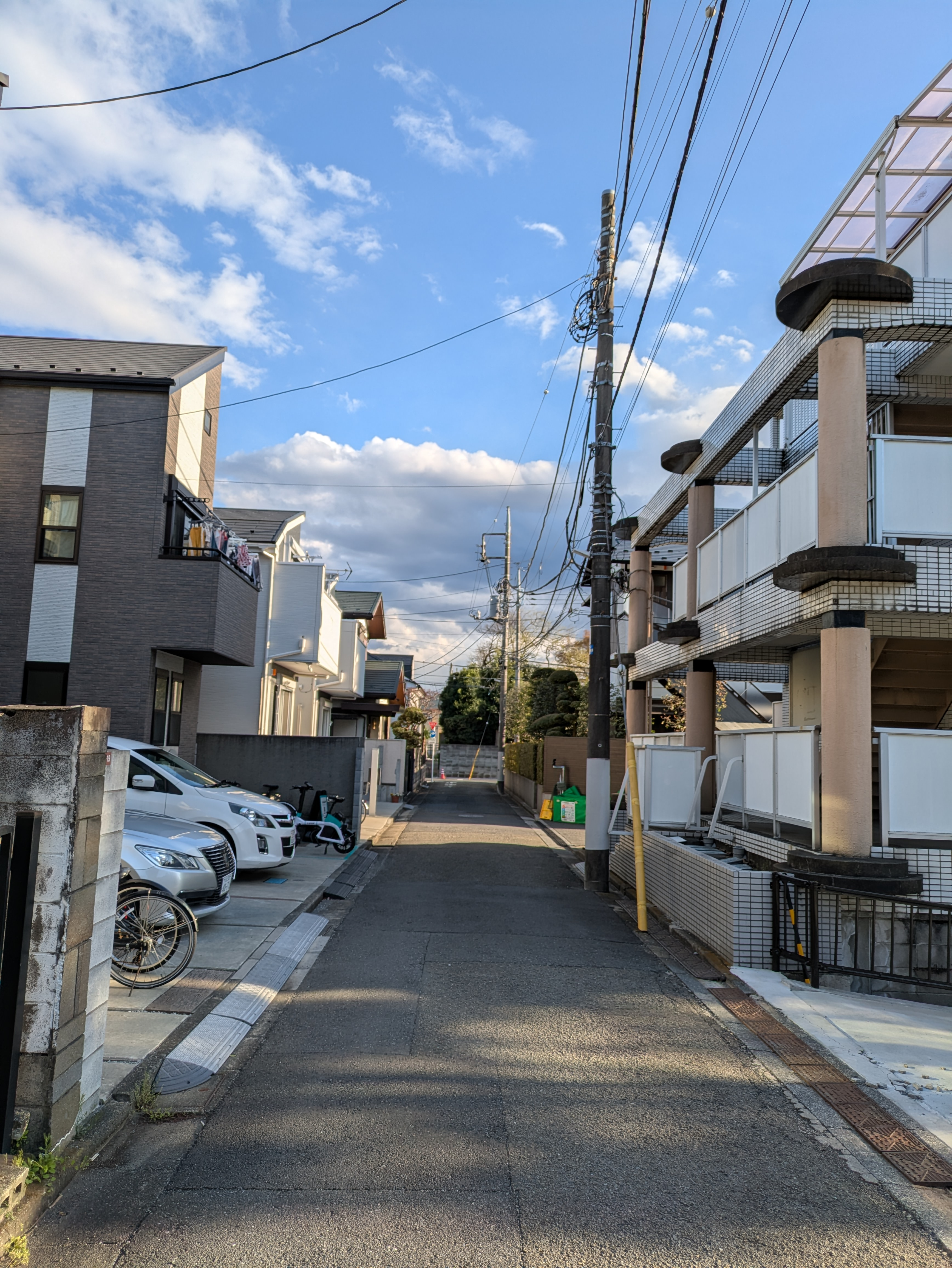
杉並区今川1丁目

1964年（昭和39年）9月1日、住居表示実施に伴い、現在の今川一丁目から四丁目が編成された。旧地名では、沓掛町・中通町・神戸町・柿ノ木町・四宮町・今川町・三谷町・新町の各一部に当たる。

### 地名の由来
二丁目にある観泉寺は、江戸時代に当地を治めた高家旗本・今川氏ゆかりの寺院で、本堂（1764年（明和元年）再建）は杉並区最古の木造建築である。「今川」の地名はこれに因んでいる。

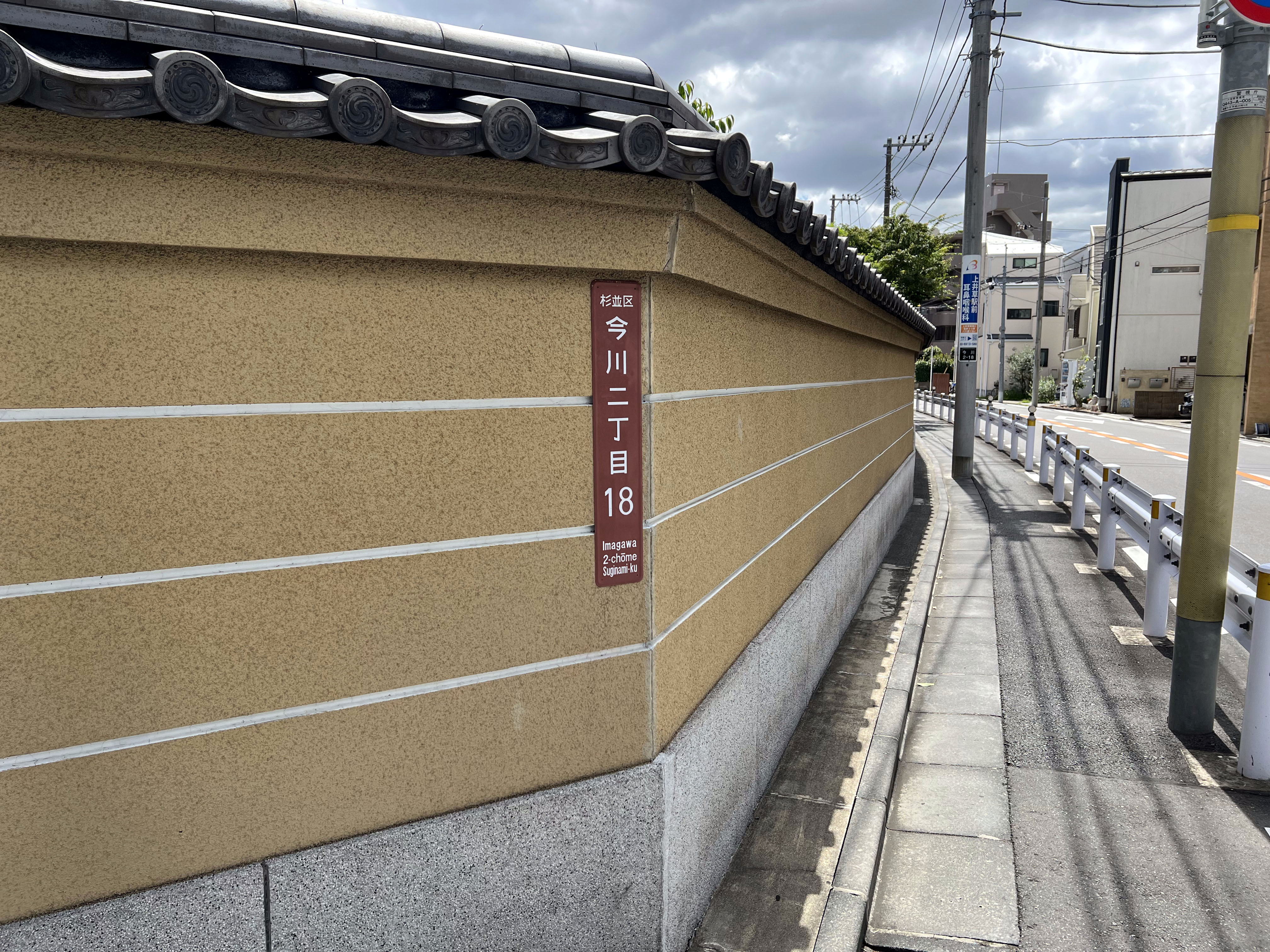
観泉寺の築地塀の街区表示板

## 世帯数と人口
2025年（令和7年）3月1日現在（杉並区発表）の世帯数と人口は以下の通りである。
| 丁目       | 世帯数    | 人口    |
| ---------- | --------- | ------- |
| 今川一丁目 | 1,172世帯 | 2,439人 |
| 今川二丁目 | 859世帯   | 1,903人 |
| 今川三丁目 | 1,445世帯 | 2,909人 |
| 今川四丁目 | 1,177世帯 | 2,377人 |
| 計         | 4,653世帯 | 9,628人 |

### 人口の変遷
国勢調査による人口の推移。
| 年                 | 人口  |
| ------------------ | ----- |
| 1995年（平成7年）  | 8,433 |
| 2000年（平成12年） | 9,246 |
| 2005年（平成17年） | 9,183 |
| 2010年（平成22年） | 9,252 |
| 2015年（平成27年） | 9,508 |
| 2020年（令和2年）  | 9,661 |

### 世帯数の変遷
国勢調査による世帯数の推移。
| 年                 | 世帯数 |
| ------------------ | ------ |
| 1995年（平成7年）  | 3,450  |
| 2000年（平成12年） | 3,961  |
| 2005年（平成17年） | 4,027  |
| 2010年（平成22年） | 4,122  |
| 2015年（平成27年） | 4,311  |
| 2020年（令和2年）  | 4,501  |

## 学区

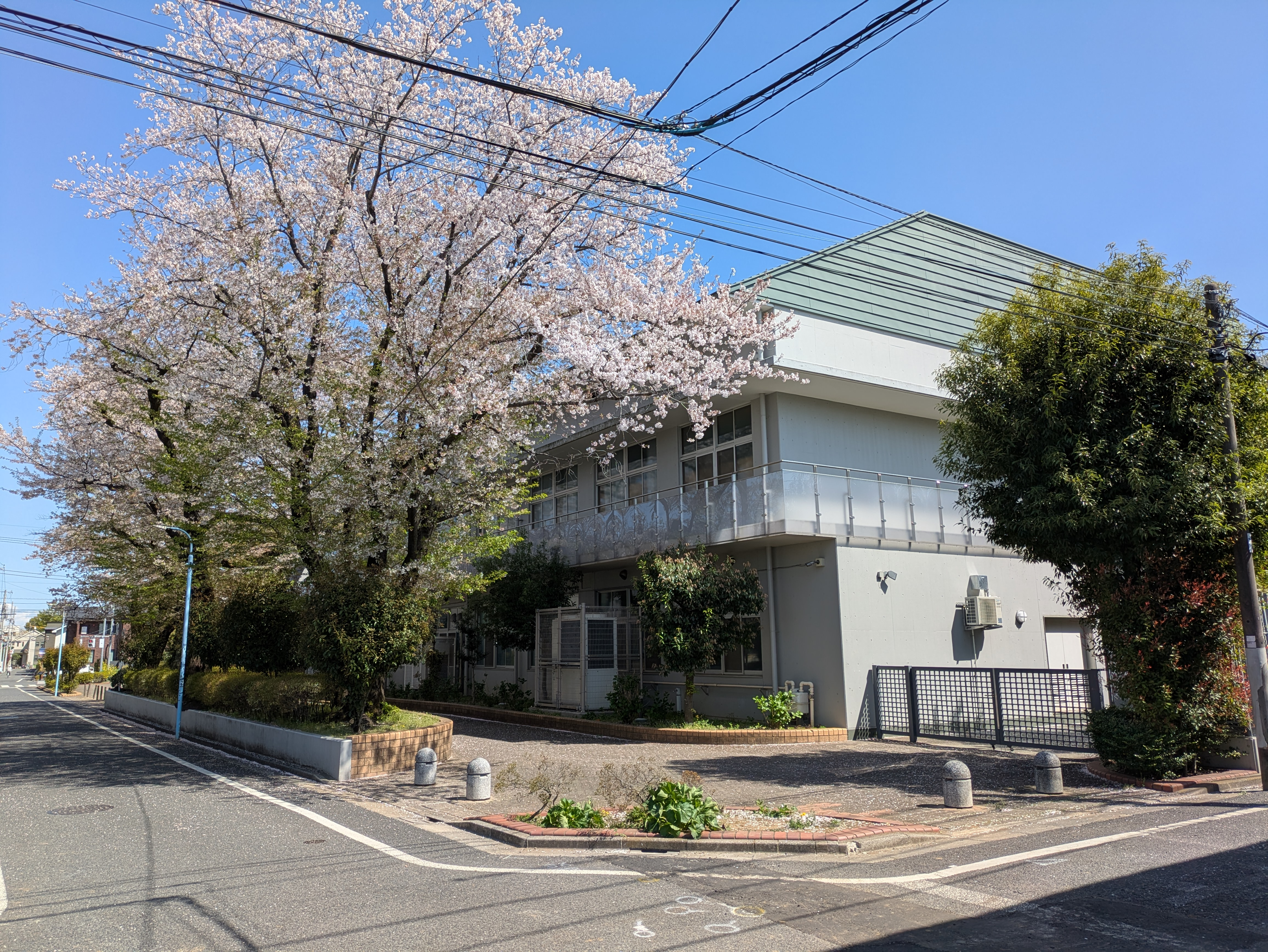
今川2丁目　井荻中学校

区立小・中学校に通う場合、学区は以下の通りとなる（2016年1月時点）。
| 丁目       | 番地                     | 小学校                 | 中学校             |
| ---------- | ------------------------ | ---------------------- | ------------------ |
| 今川一丁目 | 全域                     | 杉並区立四宮小学校     | 杉並区立井荻中学校 |
| 今川二丁目 | 1～19番 22～24番         | 杉並区立四宮小学校     | 杉並区立井荻中学校 |
| 今川二丁目 | 20〜21番                 | 杉並区立四宮小学校     | 杉並区立井草中学校 |
| 今川三丁目 | 6～10番 15～31番         | 杉並区立三谷小学校     | 杉並区立井草中学校 |
| 今川三丁目 | 1〜5番 11〜14番          | 杉並区立三谷小学校     | 杉並区立井荻中学校 |
| 今川四丁目 | 1～7番 12～18番 23～28番 | 杉並区立三谷小学校     | 杉並区立井草中学校 |
| 今川四丁目 | 8〜11番 19〜22番         | 杉並区立桃井第四小学校 | 杉並区立井草中学校 |

## 交通

### 鉄道
| バス移動等で利用可能の駅 |
| --- |
| 西武池袋線 - 石神井公園駅(SI 10) 西武新宿線 - 井荻駅(SS 11) - 上井草駅(SS 11) JR中央線 JR中央・総武線各駅停車 東京メトロ丸ノ内線 - 荻窪駅(JC 09)(JB 04)(M 01) JR中央線 JR中央・総武線各駅停車 - 西荻窪駅(JC 10)(JB 03) |

- エイトライナー ｰｰｰ 同地区を対象とした路線構想
- 町域内には鉄道駅は設置されて無い。近隣の東日本旅客鉄道（JR東日本）の中央線快速、中央・総武緩行線の荻窪駅・西荻窪駅の商圏の影響が大きく、両駅が最寄駅という認識が大きい。
- 西武新宿線・井荻駅、上井草駅、上石神井駅（練馬区）が距離的に近く、日常生活の利用圏内となる。(街区が東西に長い為、最寄駅は場所により異なる。)
- 荻窪駅・西荻窪駅・井荻駅・武蔵関駅・石神井公園駅など各方面へ発着する関東バス、西武バスの路線バスのバス停が多数存在し、移動の選択肢は豊富である。

### バス
- 西武バス上石神井営業所が地域路線を運行。
- 関東バス青梅街道営業所が地域路線を運行。

## 事業所
2021年（令和3年）現在の経済センサス調査による事業所数と従業員数は以下の通りである。
| 丁目       | 事業所数  | 従業員数 |
| ---------- | --------- | -------- |
| 今川一丁目 | 35事業所  | 219人    |
| 今川二丁目 | 54事業所  | 522人    |
| 今川三丁目 | 93事業所  | 1,387人  |
| 今川四丁目 | 47事業所  | 289人    |
| 計         | 229事業所 | 2,417人  |

### 事業者数の変遷
経済センサスによる事業所数の推移。
| 年                 | 事業者数 |
| ------------------ | -------- |
| 2016年（平成28年） | 197      |
| 2021年（令和3年）  | 229      |

### 従業員数の変遷
経済センサスによる従業員数の推移。
| 年                 | 従業員数 |
| ------------------ | -------- |
| 2016年（平成28年） | 2,597    |
| 2021年（令和3年）  | 2,417    |

## 施設
1928年（昭和3年）、東京府立農芸学校（現：東京都立農芸高等学校）が当地に移転した。1935年（昭和10年）には旧制目白中学校が当地（当時・杉並区中通町）に移転し、杉並中学校（現：中央大学附属中学校・高等学校）に改称した。旧制杉並中学校の跡地には現在中央大学杉並高等学校がある。
- 観泉寺（二丁目）
- 中央大学杉並高等学校（二丁目）
- 東京都立農芸高等学校（三丁目）
- 杉並区立今川図書館（四丁目）
- 杉並区立井荻中学校（二丁目）
- 東京法務局杉並出張所（二丁目）
- 荻窪病院（三丁目）
- ハラダ製茶東京営業所（三丁目）

## その他

### 日本郵便
- 郵便番号 : 167-0035[3]（集配局 : 荻窪郵便局[15]）。